# Fortana
Il Fortana è un vitigno a bacca nera, coltivato principalmente nella Pianura Padana.

## Sinonimi
Uva d'oro, Brugnola, Dallora nera, Prungentile, Uva francese nera, Brugnera, cassonetto, mincimoltu, babbarrottu di vigna.

## Caratteri ampelografici
La foglia, pentagonale, è medio-grande, a 3 o 5 lobi. Il grappolo, grande, è piramidale e allungato, leggermente serrato. L'acino è grande, ellissoidale, con buccia sottile e tenera, molto ricca di pruina e dal colore nero-blu.
La maturazione è tardiva, la vigoria buona.

## Storia
Si fa risalire la provenienza del Fortana a Renata di Francia, duchessa di Ferrara, che, nel 1528, avrebbe portato in dote dalla Côte-d’Or (Borgogna) alcune piante di questo vitigno, noto oggi come Fortana del Bosco Eliceo o Uva d'oro.
Quanto al nome, esso deriva forse da “fruttana”, con riferimento alla prosperità del vitigno e alla ricchezza della sua uva. Abbiamo notizie certe di questo vitigno per la prima volta da Agostino Gallo che, a metà del XVI sec., ne descrive in un trattato le caratteristiche produttive ed organolettiche, chiamandolo con il nome di Uva d'Oro. Ancora nel 1674 è Vincenzo Tanara ad occuparsi dell’Uva d'oro ne “L'Economia del cittadino in villa”, che viene citata come “la regina delle uve negre per far buon vino, sano, durabile e generoso”. Successivamente Giuseppe Acerbi nel 1825 ne parlò come uva coltivata nella zona dell'Oltrepò.

## Zone di coltivazione e disciplinari di utilizzazione
La coltivazione del Fortana è diffusa nella zona Bosco Eliceo nelle province di Ferrara e Ravenna dove le uve di questo vitigno sono alla base del DOC Bosco Eliceo Fortana. Particolare sua caratteristica è quella di essere uno dei pochi vitigni italiani “franco di piede”, poiché il terreno sabbioso, tipico di queste zone, non ha consentito lo sviluppo della Fillossera, quindi non rendendo necessario l'innesto su radice di vite americana. 
Altra zona di diffusione della coltivazione del Fortana è la pianura parmense, in particolare a San Secondo Parmense, Soragna, Busseto e nella zona del vecchio corso del fiume Taro. Il Fortana del Taro ha acquisito la menzione di Indicazione Geografica Tipica.

## Il vino
Dal vitigno Fortana, vinificato in purezza, si ottiene un vino con elevata acidità, sapido, tannico e poco alcolico, la versione frizzante è considerata l'abbinamento tradizionale e territoriale con l'anguilla.